# Ammonius (Mondkrater)
Ammonius ist ein kleiner Einschlagkrater auf dem Mond mit 9 km Durchmesser. Er ist von schüsselförmiger Gestalt und sein Rand ragt leicht über die Umgebung empor. Er liegt im Kraterboden der 150 km großen Wallebene Ptolemaeus, etwa 30 km nordöstlich vom Zentrum dieses Großkraters.
Vor der Umbenennung durch die IAU im Jahre 1976 wurde er als Ptolemaeus A bezeichnet.
In der recht glatten Wallebene sind bei tiefem Sonnenstand (siehe Terminator) einige durch Erosion fast verschwundene Geisterkrater zu erkennen, unter anderem ein etwa 15 km großer, direkt nördlich von Ammonius gelegener, der als Ptolemaeus B bezeichnet wird.